# Arctotis
Arctotis är ett släkte av korgblommiga växter. Arctotis ingår i familjen korgblommiga växter.

## Bildgalleri

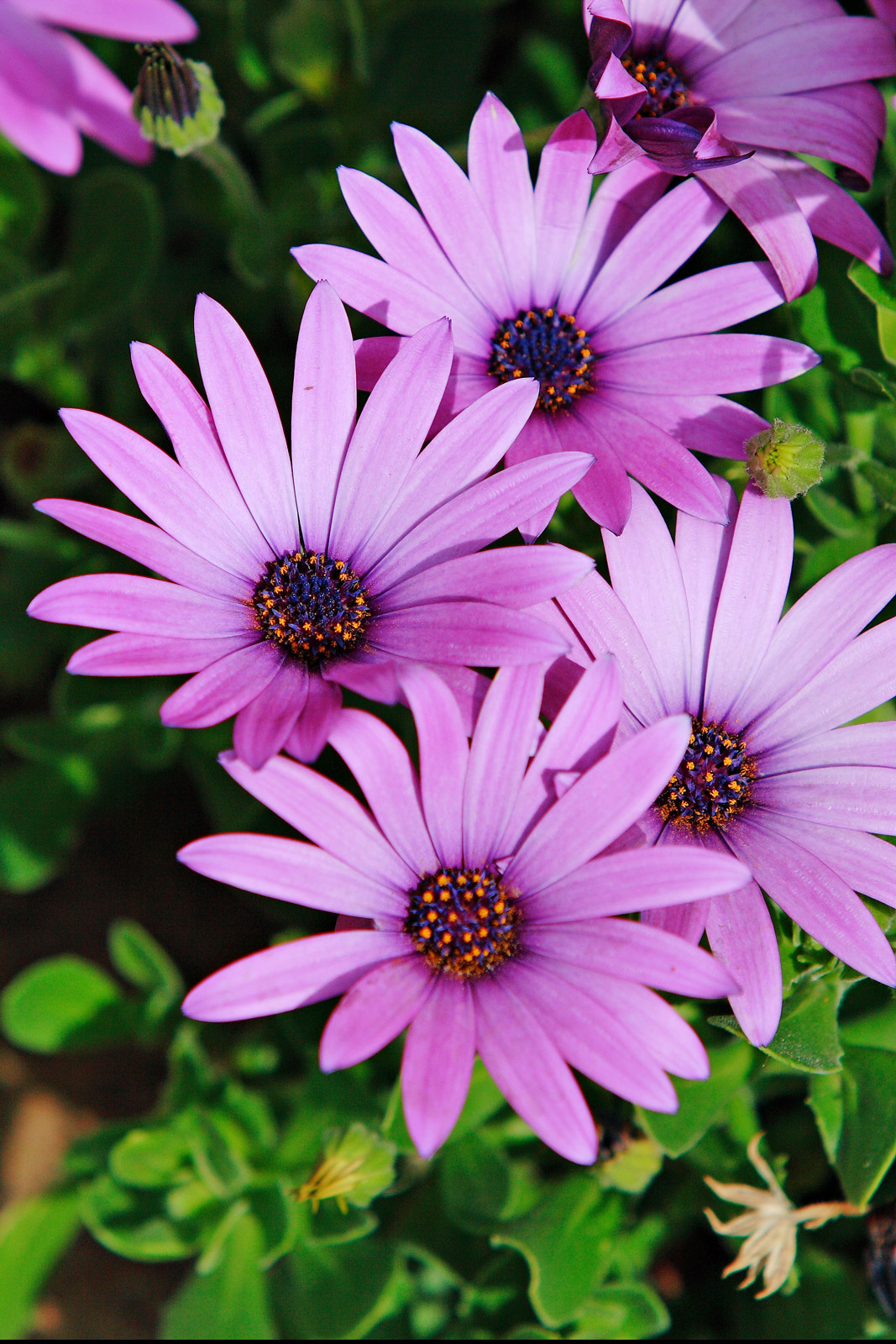
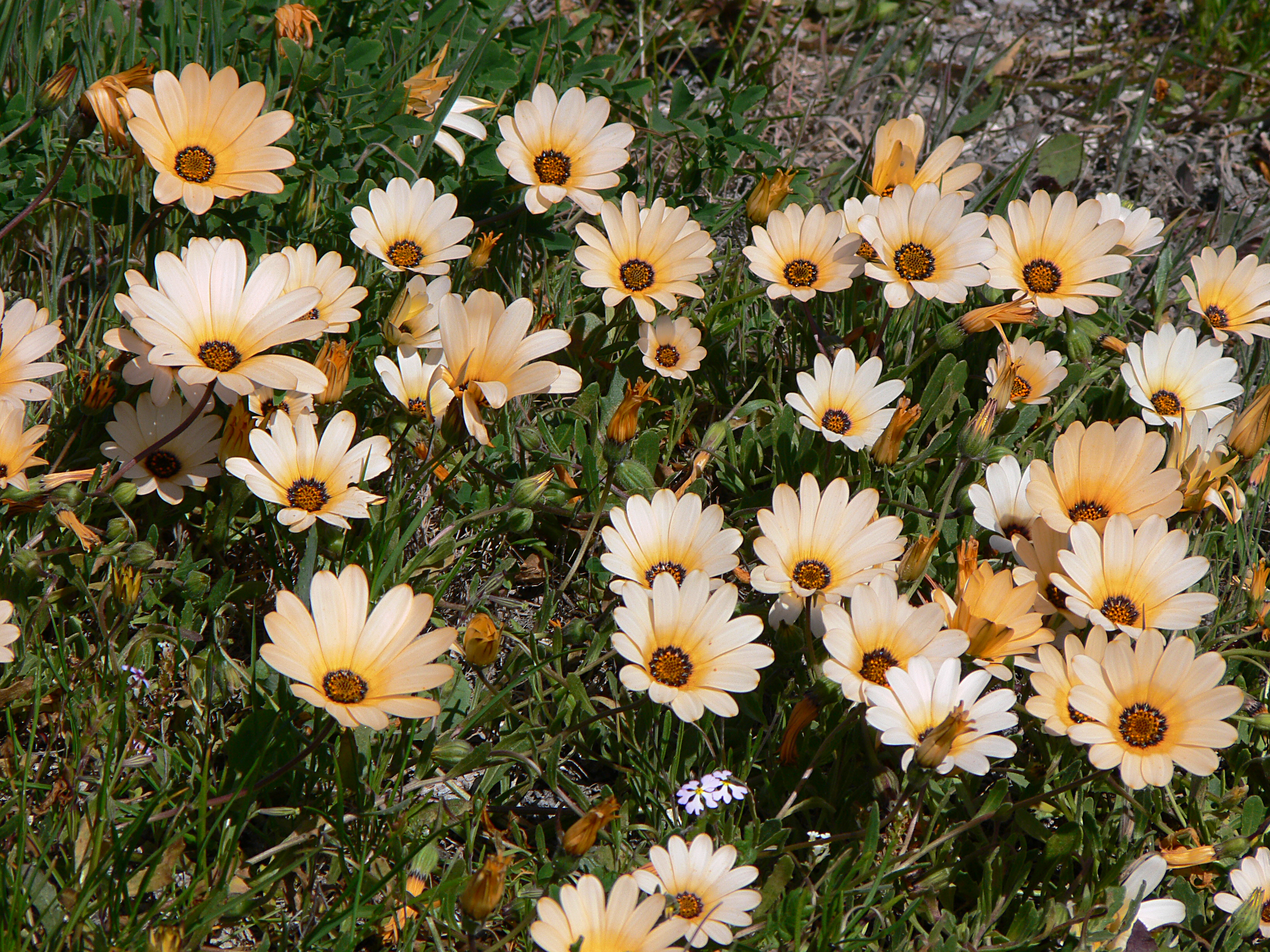
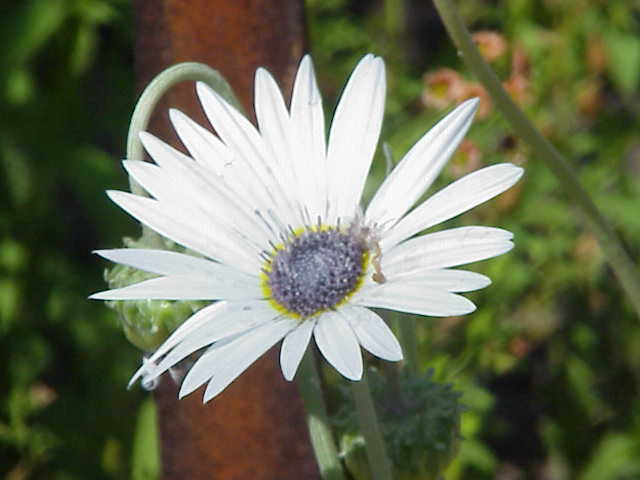
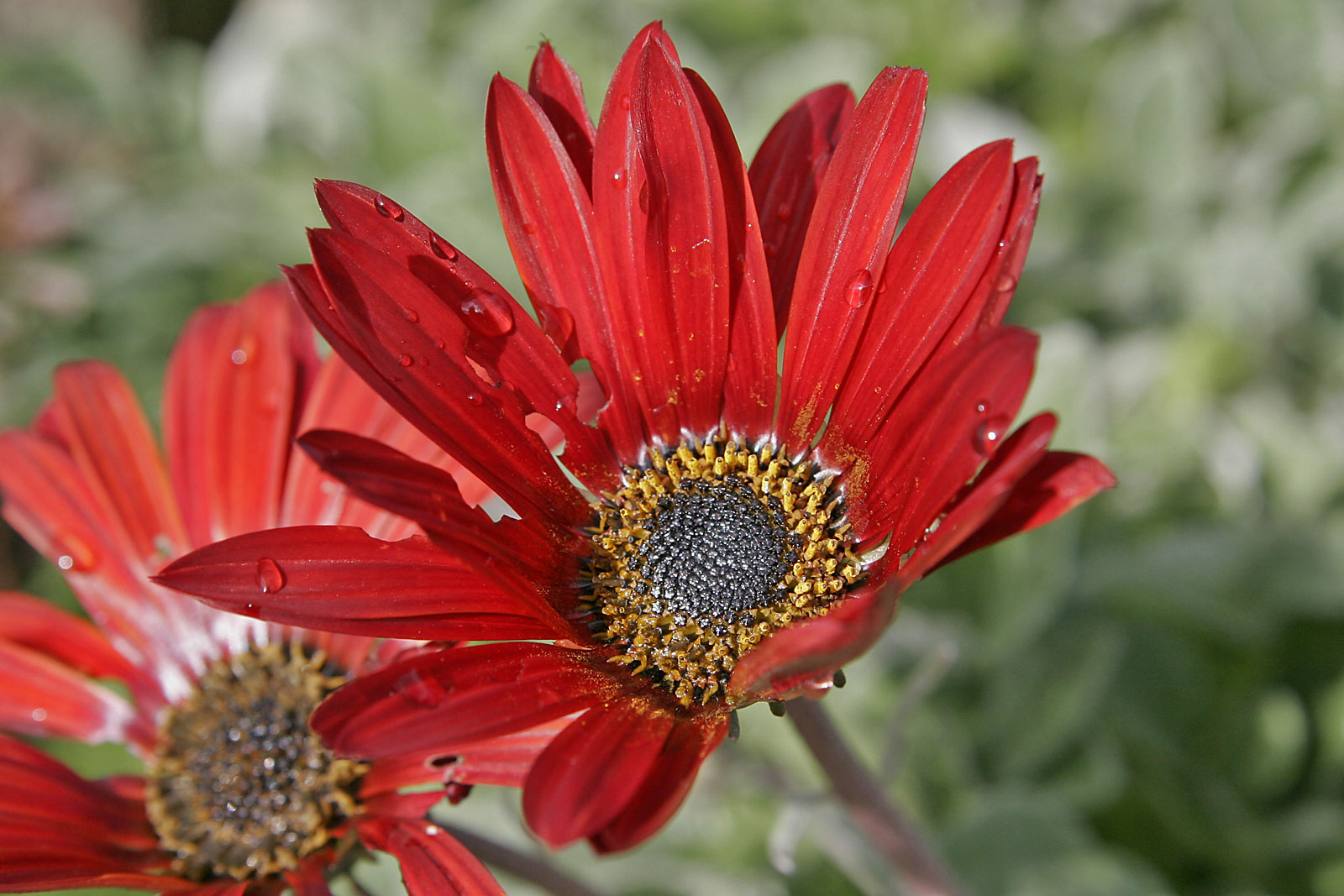
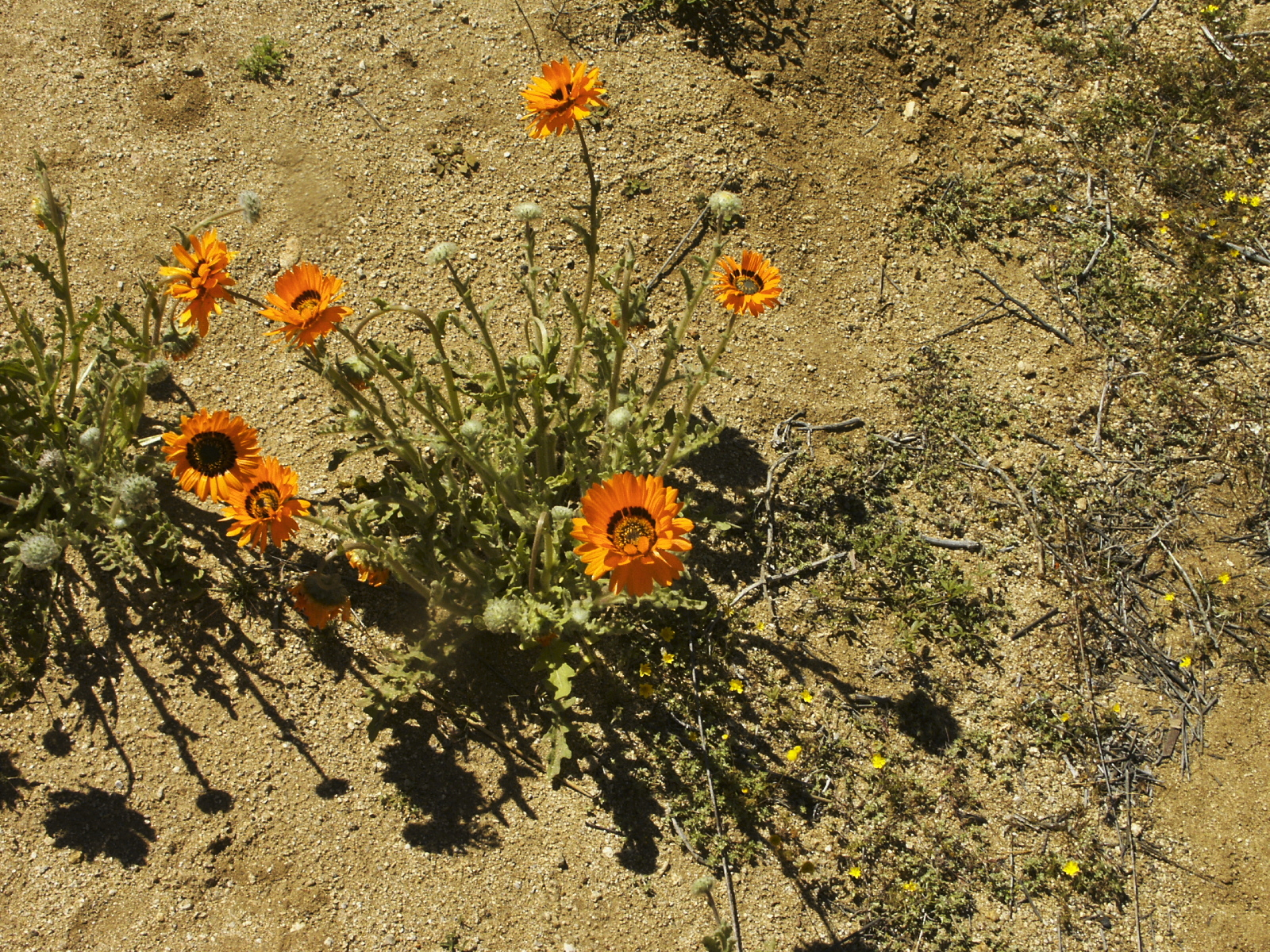
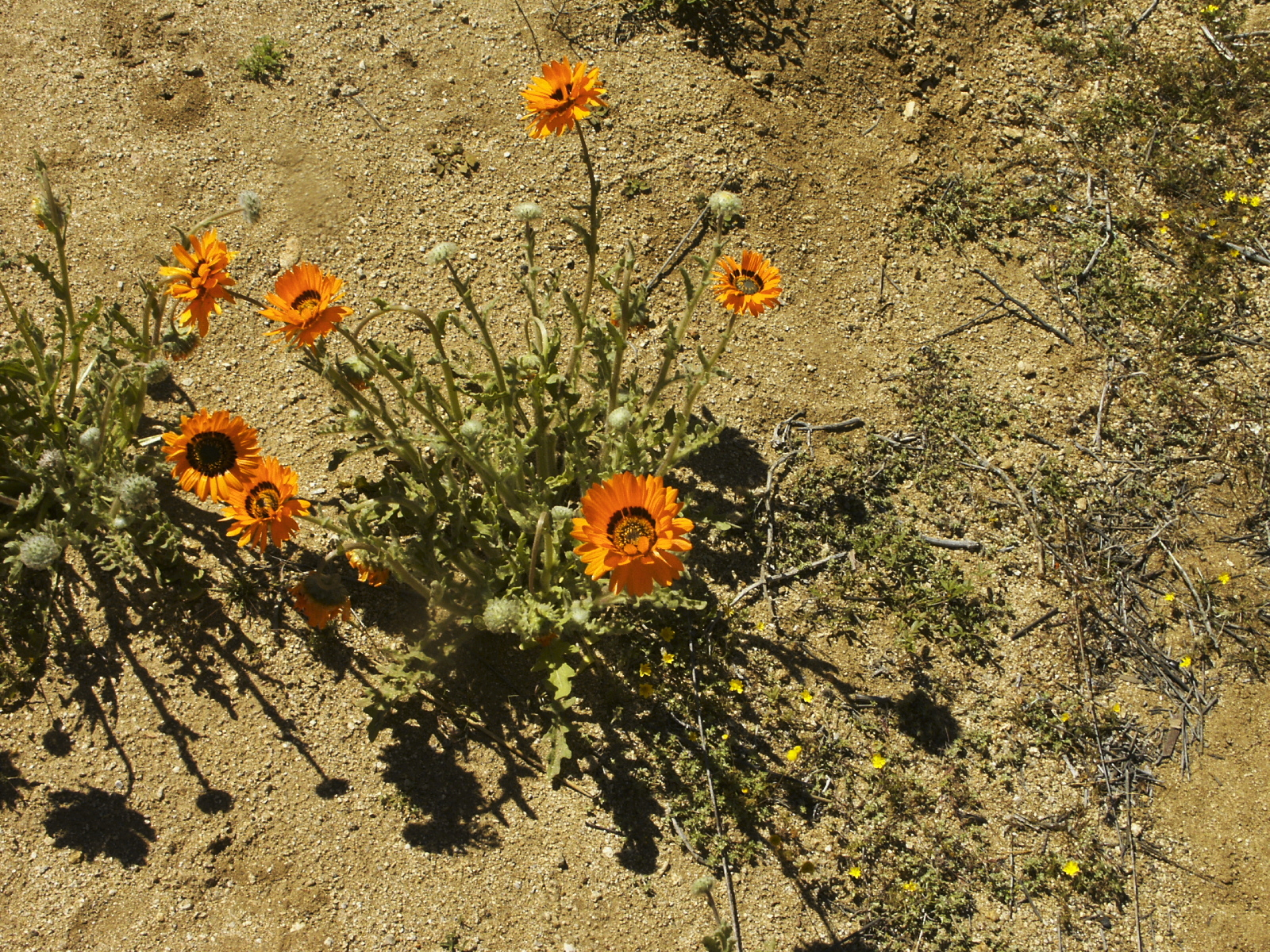

## Dottertaxa tillArctotis, i alfabetisk ordning[1]
- Arctotis acaulis
- Arctotis acuminata
- Arctotis adpressa
- Arctotis aenea
- Arctotis amplexicans
- Arctotis amplexicaulis
- Arctotis angustifolia
- Arctotis arctotoides
- Arctotis argentea
- Arctotis aspera
- Arctotis auriculata
- Arctotis bellidiastrum
- Arctotis bellidifolia
- Arctotis bolusii
- Arctotis campanulata
- Arctotis candida
- Arctotis caudata
- Arctotis crispata
- Arctotis cuneata
- Arctotis cuprea
- Arctotis debensis
- Arctotis decurrens
- Arctotis diffusa
- Arctotis discolor
- Arctotis dregei
- Arctotis elongata
- Arctotis erosa
- Arctotis fastuosa
- Arctotis flaccida
- Arctotis fosteri
- Arctotis frutescens
- Arctotis gigantea
- Arctotis gowerae
- Arctotis graminea
- Arctotis gumbletonii
- Arctotis hirsuta
- Arctotis hispidula
- Arctotis hybrida
- Arctotis incisa
- Arctotis laciniata
- Arctotis laevis
- Arctotis lanceolata
- Arctotis leiocarpa
- Arctotis leptorhiza
- Arctotis leucanthemoides
- Arctotis linearis
- Arctotis macrosperma
- Arctotis microcephala
- Arctotis perfoliata
- Arctotis petiolata
- Arctotis pinnatifida
- Arctotis pusilla
- Arctotis reptans
- Arctotis revoluta
- Arctotis rogersii
- Arctotis rotundifolia
- Arctotis schlechteri
- Arctotis schraderi
- Arctotis semipapposa
- Arctotis serpens
- Arctotis sessilifolia
- Arctotis setosa
- Arctotis stoechadifolia
- Arctotis suffruticosa
- Arctotis sulcocarpa
- Arctotis tricolor
- Arctotis undulata
- Arctotis venidioides
- Arctotis venusta
- Arctotis virgata